# Bundesverband der deutschen Fischindustrie und des Fischgroßhandels
Der Bundesverband der deutschen Fischindustrie und des Fischgroßhandels e. V. mit Sitz in Hamburg ist der berufsständische Interessenverband von in Deutschland ansässigen 120 Unternehmen der Fischverarbeitung, des Fischgroßhandels und der Fischimporteure. Jedem rechtlich selbstständigen Unternehmen, das in der Fischindustrie, im Fischgroßhandel und im Fisch- und Meeresfrüchte-Import tätig ist, steht eine Mitgliedschaft offen.
Der Bundesverband der deutschen Fischindustrie und des Fischgroßhandels e. V. gehört verschiedenen Verbänden an. Zusätzlich zu diesen vereinsgebundenen Kontakten steht der Bundesverband in Beziehungen zu Vertretungen des Handels, der Verbraucher, der Wissenschaft und der Lebensmittelüberwachung und hält Kontakt mit verschiedenen Medien. Der Bundesverband beteiligt sich aktiv im “Forum für nachhaltige Fischerei und Aquakultur” des Bundesmarktverbandes der Fischwirtschaft e. V.

## Geschichte
1903 war die Gründung des “Vereins der Fischindustriellen Deutschlands e. V.” 1934 folgte die Gründung der „Wirtschaftlichen Vereinigung der Fischindustrie Deutschlands“. 1935 kam es zur Überleitung in die „Hauptvereinigung der deutschen Fischwirtschaft“. 1947 war die Gründung des “Fachverbandes Fischindustrie e. V.” und 1952 die des “Bundesverbandes der deutschen Fischindustrie e. V.”. 1973 erfolgte eine Namensänderung in “Bundesverband der deutschen Fischindustrie und des Fischgroßhandels e. V.” nach Aufnahme der Firmen des Küstenfischgroßhandels.

## Mitglieder
Mitglieder sind Hersteller, Großhändler und Importeure aus den Produktbereichen Fisch, Krebse und Weichtiere.

## Aufgaben und Ziele
Der Verband will nach eigenen Angaben die gemeinsamen Belange der Mitgliedsunternehmen fördern und schützen. Eine der zentralen Aufgaben des Verbandes ist die Vertretung der Interessen aller Mitglieder gegenüber dem Staat und anderen öffentlichen und privaten Einrichtungen. Daneben widmet sich der Verband der Beratung in allen einschlägigen Angelegenheiten und Pflege des Austauschs wirtschaftlicher und technischer Informationen in der Fischindustrie und dem Fischgroßhandel (z. B. Fischrohstoffversorgung, Zollangelegenheiten, Lebensmittelrecht und Lebensmittelqualität, Ernährung sowie Absatzförderung und Statistik) sowie der Bemühung um den lauteren Wettbewerb innerhalb der Fischindustrie und des Fischgroßhandels.
Der Bundesverband ist Initiator der Initiative „Genauere Fanggebietskennzeichnung“, die im Jahr 2008 beschlossen wurde und zum Ziel hat, die Herkunft von Fischprodukten über die gesetzlichen Anforderungen hinaus genauer zu kennzeichnen.

## Mitgliedschaften in anderen Verbänden
- Bund für Lebensmittelrecht und Lebensmittelkunde e. V. (BLL)
- Bundesvereinigung der Ernährungsindustrie e. V. (BVE)
- Bundesmarktverband der Fischwirtschaft e. V. (BMV)
- Forschungskreis der Ernährungsindustrie e. V. (FEI)
- Fisch-Informationszentrum e. V. (FIZ)
- Europäische Dachorganisation (AIPCE-CEP), Brüssel (AIPCE-CEP setzt sich zusammen aus den Verbänden AIPCE = European Fish Processors Association und CEP = European Federation of National Organisations of Importers and Exporters of Fish)